# Cornelia Channing
Cornelia "Nina" Channing (Boston, 23 aprile 1938 – Maryland, 8 maggio 1985) è stata una fisiologa, docente ed endocrinologa statunitense presso l'Harvard Medical School. La sua ricerca si è concentrata sull'endocrinologia e la fertilità; insieme ai collaboratori di lunga data Neena Schwartz e Darrell Ward, è stata impegnata nella scoperta degli ormoni coinvolti nella regolazione del ciclo riproduttivo femminile. È morta di cancro al seno nel 1985.

## Biografia

### Primi anni e formazione
La professoressa Channing nacque a Boston, Massachusetts, nel 1938. Conseguì la laurea presso l'Hood College nel 1961 e il dottorato in biochimica presso la Harvard Medical School nel 1965, sotto la guida di Claude Villee. Ha lavorato come assegnista di ricerca a Cambridge.

### Carriera accademica
La Channing tornò negli Stati Uniti per lavorare come docente e successivamente come assistente professore presso l'Università di Pittsburgh, dove trascorse sette anni in totale. Nel 1973 si trasferì all'Università del Maryland come professore associato e fu promossa professore ordinario nel 1976. Fece parte del consiglio di amministrazione della Society for the Study of Reproduction nel 1978-80 e ricevette il suo primo premio per la ricerca nel 1978.
Lavorò strettamente con l'endocrinologa Neena Schwartz, il cui lavoro sui loro comuni interessi di ricerca è proseguito dopo la morte della Channing; insieme ad altri ricercatori, tra cui Darrell Ward, hanno identificato l'ormone peptidico inibina e hanno elaborato i meccanismi molecolari della segnalazione ormonale nel ciclo riproduttivo femminile. L'interesse della Channing per la biologia della riproduzione era in parte motivato dall'interesse per la ricerca sui contraccettivi.